# Луговцов, Максим Власович
Максим Власович Луговцов (11 мая 1885, Юзовка — 7 июня 1956, Киев) — украинский советский учёный-металлург, академик АН УССР (с 1939 года), заслуженный деятель науки УССР (с 1945 года), основатель и первый директор Института чёрной металлургии.

## Биография
Родился 30 апреля (11 мая) 1885 года в городе Юзовке (ныне Донецк). Его
отец — Влас Степанович — был работником доменного цеха Юзовского металлургического завода, а мать — домохозяйкой. Семья жила в постоянной нужде и потому, окончив в 1898 году одноклассную заводскую школу, Максим Власович поступил работать лаборантом и помощником металлографии в химическую лабораторию завода. В лаборатории он изучал химию, физику, металлургию, английский язык и готовился к экзаменам на аттестат зрелости.
Первым изобретением лаборанта-самоучки был сконструированный им шлифовально-полировальный верстак. В 1909 году он экстерном сдал экзамены за реальное училище и поступил в Екатеринославский горный институт, который он окончил без отрыва от производства в 1916 году, получив звание горного инженера по металлургической (доменной) специальности, и был принят сменным инженером в доменный цех Енакиевского металлургического завода. На время окончания института Максим Власович имел 18-летний опыт производственной и исследовательской деятельности в горно-металлургической промышленности. За 1909—1916 года он принял участие в выполнении около 30 разработок по улучшению технологии выплавки чугуна, реконструкции доменных и коксовых печей с улавливанием побочных продуктов, определения содержания пыли в доменных газах, установления неравномерности потока дутья через фурмы, обогащения магнетитовых кварцитов, спекания порошкообразных железосодержащих материалов. В эти годы Максим Власович работает вместе с доменщиками М. Курако и И. Бардиным, у которых он многому научился. Энергичная, целеустремлённая работа и обучение позволили М. В. Луговцову уже к моменту окончания КГИ стать высококвалифицированным специалистом в горно-металлургической промышленности, приобрести опыт исследования, проектирования и освоения металлургических агрегатов.
В 1917 году Н. В. Луговцов назначается заместителем главного инженера заводов и рудников Енакиевского металлургического комбината. В тяжёлых условиях разрухи гражданской войны коллектив доменщиков Енакиевского комбината, возглавляемого И. П. Бардіним и М. В. Луговцовым, поддерживал ход доменной печи № 6 завода, единственной работавшей печи на юге России, сдерживая падение производства. В конце 1919 года, когда завод совсем прекратил работу, Максим Власович возвращается в Юзовку, где работает заведующим паровыми котлами доменного цеха Юзовского металлургического завода. В 1921 году он назначается главным инженером бывших Юзовских заводов и рудников. В условиях применения устаревшего металлургического оборудования, разрушенного железнодорожного транспорта и энергетического голода необходимо было спасти шахты от затопления, обеспечить добычу угля, восстановить цеха завода и, в первую очередь, ввести в действие доменные печи. Это задание и было поручено М. В. Луговцову. Максим Власович взялся за это дело. В 1921 году вступил в строй коксохимический завод, была задута доменная печь № 2. Украина дала первый советский чугун. До конца года домна № 2 дала около 2 миллионов пудов чугуна. К 1923 году уже работали доменные печи № 4 и № 1, прокатный и другие цеха. Максима Власовича
работники завода звали «доменный доктор». Он безошибочно устанавливал неполадки в работе доменных печей и знал, как их ликвидировать. М. В. Луговцов руководил Сталинским металлургическим заводом до 1925 года.
В 1925 году Максим Власович был назначен главным инженером Макеевского металлургического комбината, в состав которого в то время входили металлургический, коксохимический, труболитейный, карбидный заводы, угольные рудники, где он занимался восстановлением
и реконструкцией заводов, цехов и угольных шахт. Под руководством Н. В. Луговцова и при его непосредственном участии был разработан проект реконструкции металлургического завода и строительство новой механизированной доменной печи № 4, крупнейшей в то время по объёму и производительности в СССР. Находясь в составе Правительственной комиссии Главметалла в США, Максим Власович подобрал лучшие образцы металлургического оборудования для реконструкции Макеевского металлургического завода, которые стали типичными для многих предприятий. После возвращения из США он продолжает работу по строительству ГП-4, которая была задута 28 мая 1928 года, а в блоке с ней уже строилась доменная печь № 5. Доменная печь № 5 Макеевского завода — первая печь в СССР, полностью построенная по отечественному проекту Гипромеза, стала прототипом для первого типового проекта доменных печей объёмом 930 м. Куратором её проекта, строительства и освоения был назначен М. В. Луговцов. Под его руководством и при непосредственном участии проведена полная реконструкция завода. Технически отсталый, маломощный и нерентабельный завод за пять лет, до 1930 года, превратился в крупное металлургическое предприятие с современным оборудованием и значительной производительностью, что повлекло за собой развитие экономики всего Макеевского района. Макеевский металлургический завод имени Кирова стал лидером металлургической отрасли страны, в чём
состоит большая заслуга Максима Власовича Луговцова.
За период с 1917 по 1930 год Максим Власович выполнил около 100 научных работ, особенностью которых является многогранность и научно-техническая целеустремлённость. Среди работ этого периода: создание непрерывного производства ферромарганца на кислых шлаке с использованием доломита, реконструкция мартеновских печей с ёмкостью 45 т на ёмкость 75 т, строительство крупнейшей в СССР мартеновской печи с ёмкостью 90 т, создание впервые в СССР разливки стали раздвоенным жёлобом на два ковша, внедрение впервые в СССР ребристых креплений мартеновских печей и наклонных задних стенок, разработка методов расчёта крепления пня и горна мощной доменной печи, восстановление и задувания нескольких доменных печей, разработка системы кладки шахты доменных печей, проектирование и создание холодильных кронштейнов для повышения устойчивости кладки шахт доменных печей и длительного сохранения профиля (впервые установленные на ДП-5), строительство и эксплуатация первых в СССР разливочных машин для чугуна, строительство систем пыле-, газо — и водоочистки, проектирование и строительство трамвайных линий, рабочих посёлков и другие.
С 1931 по 1937 год М. В. Луговцов занимал ответственные руководящие посты в объединении «Сталь» («Югосталь») в Харькове и продолжал научные исследования в области выплавки чугуна на доломитизированных известняках, в связи с чем была организована разработка карьеров и началась добыча доломитизированных известняков; прямого восстановления железа; получения малосернистого и малофосфористого чугуна; применение магнезиальных шлаков для получения высококачественного чугуна; применение плавки в доменных печах бокситов с целью получения глиноземистых шлаков для использования их как цемента и как сырьё для производства алюминия. В эти же годы он руководит строительством агломерационной фабрики на Макеевском металлургическом заводе, оказывает помощь при обследовании и ликвидации последствий аварий на доменных печах и, как
он говорил о себе в те годы:
В Харькове Максим Власович ведёт большую общественную работу, будучи депутатом Горсовета и членом президиума Научного инженерно-технического общества металлургов, которые его очень хорошо знали, уважали и любили, особенно доменщики-производственники. В 1935 году по Народному комиссариату тяжёлой промышленности ему объявлена благодарность и вручена Почётная грамота ЦИК СССР.
В июле 1937 года Максим Власович назначается руководителем доменной группы Украинского научно-исследовательского института металлов (УкрНИИмет) в Харькове. С этого времени начинается период научно-исследовательской деятельности Н. В. Луговцова. В феврале 1939 года он избирается академиком Академии наук УССР и членом технического совета Народного комиссариата чёрной металлургии СССР. В конце 1939 года Президиум АН УССР поручил М. В. Луговцову организацию Института чёрной металлургии и на очередной сессии он был избран директором этого института, в котором Максим Власович продолжал развивать свои научные идеи периода своей производственной и организационной деятельности в чёрной металлургии, заведуя доменным отделом. Одной из основных научных тем, над которой работал М. В. Луговцов, является проблема развития металлургического производства на базе керченских руд. Он выполнил ряд исследований по использованию руд Керченского месторождения, производства и применения офлюсованного агломерата, который содержал значительно меньшее количество мышьяка (0,02—0,03 %), чем обычный агломерат (0,08—0,09 %). Ряд научных разработок Максима Власовича посвящённые исследованию возможности использования магнезиальных шлаков в доменном процессе. Результатом этих работ было, с одной стороны, развитие производства высококачественных малосернистых и малофосфористых чугунов, а с другой — повышение качества чугуна, который идёт на получение конвертерной стали. Внедрение технологии выплавки такого чугуна в производство во много раз увеличило обеспечения им сталеплавильных цехов специального назначения. За эту работу М. В. Луговцову была присуждена премия имени Чернова. На Криворожском и Керченском металлургических заводах были проведены опытные доменные плавки на магнезиальных шлаке бессемеровских и томасовских чугунов, при этом качество металла улучшилось, а производительность печей возросла. Под руководством Максима Власовича выполнен цикл исследований, направленных на интенсификацию доменной плавки путём обогащения дутья кислородом. Для исследования этих процессов в промышленных условиях на Ново-Тульском металлургическом заводе была сооружена доменная печь, на которой проводились исследования доменной плавки. Фундаментальная теоретическая работа Максима Власовича посвящена разработке статистической теории доменного процесса. В этой работе он установил несколько аналитических зависимостей между шестью основными параметрами, характеризующими состояние доменного процесса, использовав теорию теплового потока, методы геометрии, механики и физической химии. Статистическая теория доменного процесса, развитая М. В. Луговцовым, даёт возможность получать количественные результаты, которые являются основой для рациональных практических мероприятий, обеспечивает интенсификацию доменного процесса. При сопоставлении с экспериментальными данными эти результаты подтвердили справедливость развитых М. В. Луговцовым общих теоретических положений. Плодотворная научная работа Максима Власовича, объединённая с активным участием в практической работе металлургических предприятий, была отмечена Президиумом Верховного Совета СССР — в 1939 году М. В. Луговцова наградили орденом Трудового Красного Знамени.
Институт чёрной металлургии только начал разворачивать работу в Харькове, как началась Великаяя Отечественная война. В сентябре 1941 года институт совместно с другими организациями Академии наук УССР был эвакуирован в Уфу, а через несколько месяцев — в Свердловск для работы на базе лабораторий Уральского филиала Академии наук СССР. В период войны Максим Власович работал в комиссии Академии наук СССР по мобилизации ресурсов Урала, Западной Сибири и Казахстана на нужды обороны. Он руководил работой экспедиций в Западную Сибирь и Горную Шорию, которые изучали возможности использование руд местных месторождений для заводов Западной Сибири, а также занимался вопросами повышения устойчивости конструкций доменных печей на Кузнецком металлургическом заводе в условиях плавки железных руд местных месторождений, содержащих цинк. Под время войны бригада сотрудников ИЧМ под руководством М. В. Луговцова определила сырьевую базу и разработала задание на строительство Узбекского металлургического завода. В 1944 году Институт чёрной металлургии возвращается в отвоёванный Киев.
В 1945 году Максим Власович был награждён медалью медалью «За доблестный труд в Великой Отечественной войне 1941—1945 гг.», орденом Красной Звезды, орденом Ленина, ему присуждается звание «Заслуженного деятеля науки и техники УССР».
В освобождённой Макеевке 21 июля 1944 года дала первый послевоенный чугун доменная печь № 2 Макеевского металлургического завода.
В 1946 году по инициативе Н. В. Луговцова начинает издаваться сборник научных трудов Института чёрной металлургии. Первый выпуск сборника открывает статья ответственного редактора сборника, и эта важная традиция сохраняется в ИЧМ и сегодня.
В 1948 году М. В. Луговцову после успешной защиты докторской диссертации присуждается учёная степень доктора технических наук. Он награждается медалью «За восстановление угольных шахт Донбасса» и орденом «Знак Почета».
В 1952—1955 годах путём лабораторных исследований под руководством М. В. Луговцова была решена проблема использования рыхлых известняков Крымского полуострова для офлюсовывания керченских железных руд. Результаты исследований показали целесообразность промышленного использования рыхлых известняков Ивановского карьера для производства офлюсованного агломерата. Эта важнейшая задача была решена коллективами Камыш-Бурунского железорудного комбината и
металлургическим заводом «Азовсталь» с помощью научных коллективов Института чёрной металлургии АН УССР, Украинского научно-исследовательского института металлов и Ждановского металлургического института.
Многолетняя работаМ. В. Луговцова по извлечению мышьяка из керченских руд успешно завершилась в 1952—1956 годы. Лабораторные исследования, проведённые научным сотрудником Е. П. Беляковой под руководством Максима Власовича, показали, что при обогащении и последующем спекании тонких концентратов с добавкой флюса основное количество мышьяка вытягивается в виде летучих соединений. В
офлюсованному агломерате содержание мышьяка может быть снижено с 0,12 % в сырой руде и до 0,02—0,03 % в агломерате.
Под руководством Максима Власовича в Институте чёрной металлургии работали такие известные учёные, как Наталья Александровна Воронова, которая проводила эксперименты по производству высококачественного чугуна путём продувки его кислородом; академик АН УССР Николай Николаевич Доброхотов (заведующий сталеплавильным отделом), что проводил исследования с
рационализации сталеплавильных процессов; сотрудники литейной лаборатории член-корреспондент АН УССР Василий Ефимович Васильев и доктор технических наук Константин Ильич Ващенко, которые проводили исследование процесса производства высококачественных модифицированных чугунов; член-корреспондент АН УССР Иван Никитович Францевич (заведующий отделом физико-химических металлургических процессов), который проводил исследования, направленные на развитие порошковой металлургии, и много других научных
сотрудников.
Важным заданием, которое ставил М. В. Луговцов перед учёными Института чёрной металлургии, было сотрудничество учёных и производственников, внедрение на металлургических предприятиях научных разработок института при непосредственном участии учёных. Свои знания и опыт Максим Власович передавал молодому поколению Под его руководством проходили курс аспирантского обучения молодые инженеры-металлурги Украинского научно-исследовательского института металлов в Харькове. Многие его ученики защитили
кандидатские диссертации и стали высококвалифицированными специалистами.
Работая в Киеве, Максим Власович, как и раньше, принимал активное участие в общественной жизни. С 1947 года он трижды избирался депутатом Сталинского райсовета Киева, оказывая помощь
промышленным предприятиям по экономическим и социальным вопросам, работал председателем Украинского научно-технического товарищества металлургов. В 1954 году, ко дню празднования 300-летия объединения России и Украины, в числе учёных Академии наук УССР, М. В. Луговцов за многолетнюю и безупречную работу был награждён вторым орденом Ленина.
Умер за рабочим столом 7 июня 1956 года. Похоронен в Киеве на Байковом кладбище.